# خرمن سوختة (أرزوئية)
خرمن سوختة (بالفارسية: خرمن سوخته) هي قرية تقع في إيران في Arzuiyeh Rural District. يقدر عدد سكانها بـ 172 نسمة.